# Concerto Vocale
Le Concerto Vocale est un ensemble belge de musique baroque.

## Historique
Le Concerto Vocale a été fondé à Amsterdam en 1977 par le contre-ténor et chef d'orchestre belge René Jacobs.
Cet ensemble vocal compte dans ses rangs les sopranos Judith Nelson, Anne Verkinderen, Maria Cristina Kiehr et Martina Bovet, le contreténor Andreas Scholl, les ténors Gerd Türk et Matthias Widmaier, les barytons Martin Hummel et Andreas Lebeda et les basses Ulrich Messthaler et Franz-Josef Selig.
Il est complété par un ensemble instrumental comprenant, entre autres, William Christie, Konrad Junghänel, Jaap ter Linden, Jean Tubéry, William Dongois et Gottfried Bach.

## Discographie sélective
- 1977 - 1978 - 1979 : Marc-Antoine Charpentier, 3 Leçons de ténèbres du Mercredy Sainct, H.96, H.97, H.98,  3 Répons du Mercredi Saint, H.111, H.112, H.113, 3 Leçons de ténèbres du Jeudy Sainct H.102, H.103, H.109 - 3 LP Harmonia Mundi 1005/6/7 (08/1977/01/1978), 3 Leçons de ténèbres du Vendredy Sainct H.105, H.106, H.110,  6 Répons du Mercredi Sainct, H.114, H.115, H.116, H.117, H.118, H.119 - 2 LP Harmonia  Mundi HM 1008/09 (01/1978/01/1979) - - Concerto Vocale, René Jacobs, haute-contre, Judith Nelson, soprano, Anne Verkinderen, soprano, William Christie, clavecin et orgue, Konrad Junghänel, théorbe, Wieland Kuijken, Adelheid Glatt, basse de viole.
  - Report partiel en 3 CD (sans les Répons H.114, H.115, H.116, H.117, H.118, H.119), 3 Leçons de ténèbres du Mercredi Sainct, H.96, H.97, H.98 et 3 Répons du Mercredi Sainct, H.111, H.112, H.113, (HMC 901005 1978) - 3 Leçons de ténèbres du Jeudy Sainct, H.102, H.103, H.109 (HMC 901006 1978) - 3 Leçons de ténèbres du Vendredy Sainct, H.105, H.106, H.110 (HMC 901007 1979).
- 1982 : Madrigaux à 5 et 6 voix de Luca Marenzio
- 1984 : Lamento d'Arianna de Claudio Monteverdi
- 1984 : Leçons de Ténèbres de François Couperin
- 1984 : Motets à voix seule et à 2 voix de Marc-Antoine Charpentier (H.21, H.22, H.27, H.127, H.134, H.245, H.273, H.280, H.343, H.349, H.350, H.373, H.423), Concerto  vocale, René Jacobs, alto, Judith Nelson, soprano, William Christie, clavecin, Konrad Junghänel, luth et théorbe, Jaap ter Linden, viole de gambe et basse de viole. 1 CD - Harmonia Mundi (1984)
- 1984 : Kleine Geistliche Konzerte de Heinrich Schütz
- 1987 : Duos et cantates de Carissimi (avec Agnès Mellon)
- 1990 : Auferstehungshistorie SWV 50 de Heinrich Schütz
- 1990 : Weihnachtshistorie (Histoire de la Nativité) SWV 435 de Heinrich Schütz
- 1990 : Cantates Membra Jesu Nostri BuxWV 75 et Heut triumphieret Gottes Sohn BuxWV 43 de Dietrich Buxtehude
- 1990 : L'incoronazione di Poppea de Claudio Monteverdi
- 1992 : Il ritorno d'Ulisse in patria de Claudio Monteverdi
- 1996 : Vespro della Beata Vergine de Claudio Monteverdi
- 1996 : La Callisto de Francesco Cavalli (enregistré au Théâtre de la Monnaie à Bruxelles)
- 2000 : Giasone de Francesco Cavalli
- 2000 : Xerse de Francesco Cavalli
- 2000 : Stabat Mater de Pergolesi